# Kurt Diggins
Kurt Diggins (* 17. Oktober 1913 in Gut Mohrberg (bei Eckernförde); † 1. März 2007 in Bonn) war ein deutscher Marineoffizier und ehrenamtlicher Funktionär in verschiedenen maritimen Verbindungen. Er diente in Reichs-, Kriegs- und Bundesmarine; zuletzt im Dienstgrad eines Kapitän zur See.

## Militärische Laufbahn

### Reichsmarine
Diggins trat am 8. April 1934 in die Reichsmarine ein und gehört somit der Crew 34 an. Die ersten drei Monate durchlief er die allgemeine infanteristische Grundausbildung bei der Schiffsstammdivision der Ostsee in Stralsund. Im Juni 1934 schloss sich die Bordausbildung auf dem Segelschulschiff Gorch Fock an, auf die von Ende September 1934 bis Ende Juni 1935 die Ausbildung auf dem Leichten Kreuzer Karlsruhe folgte. Kommandant der Karlsruhe war der spätere Flottenchef der Kriegsmarine Kapitän zur See Günter Lütjens; in die Ausbildungszeit fiel die Teilnahme an der 4. Auslandsreise (22. Oktober 1934 - 15. Juni 1935).

### Kriegsmarine
Nach der Ausbildung an Bord folgte ab Juli 1935 der neun Monate dauernde Hauptlehrgang für Fähnriche an der Marineschule Flensburg-Mürwik. Daran schlossen sich verschiedene Fachlehrgänge  (Torpedo-, Fla-Waffen-, Sperr-, Nachrichten-, Infanterie- und Artillerielehrgang) sowie Bordpraktika auf Panzerschiff Admiral Graf Spee und als Wachoffizier auf Geleitbooten an.
Diggins war von April 1939 bis Mitte Dezember 1939 Adjutant des Kommandanten von Panzerschiff Admiral Graf Spee (Kapitän zur See Hans Langsdorff) und erlebte so den Handelskrieg im Südatlantik, das Gefecht vor dem Rio de la Plata (13. Dezember 1939) und die Selbstversenkung des Schiffes in der La Plata Mündung (17. Dezember 1939). Er wurde bis Juni 1940 in Uruguay interniert, danach gelang ihm die Flucht und über Buenos Aires die Rückkehr nach Deutschland (September 1940).
Für ein halbes Jahr wurde er als Kommandant auf Minensuchbooten eingesetzt.
Am 31. März 1941 wechselte Diggins zur U-Bootwaffe und durchlief dort die allgemeine Ausbildung, an die sich der Kommandantenlehrgang (bis November 1941) anschloss. Nach Baubelehrung des neuen U 458 übernahm er das Boot am 12. Dezember 1941 und führte es bis zur Versenkung Ende August 1943.

#### Feindfahrten
|                                          | Boot                                     | Auslaufen                                | Auslaufen                                | Einlaufen                                | Einlaufen                                | Seetage                                  | Versenkungen |
| ---------------------------------------- | ---------------------------------------- | ---------------------------------------- | ---------------------------------------- | ---------------------------------------- | ---------------------------------------- | ---------------------------------------- | --- |
| 1.                                       | U-458                                    | 21.06.1942                               | Kiel                                     | 27.08.1942                               | St. Nazaire                              | 68                                       | 30.06.1942 norwegischer Dampfer Mosfruit, 2.714 BRT; 05.08.1942 aus Konvoi (Geleitzug) ON-115 britisches Tankschiff Arietta, 4.870 BRT |
| 2.                                       | U-458                                    | 01.10.1942                               | St. Nazaire                              | 15.10.1942                               | La Spezia                                | 15                                       | |
| 3.                                       | U-458                                    | 26.10.1942                               | La Spezia                                | 15.11.1942                               | La Spezia                                | 21                                       | |
| 4.                                       | U-458                                    | 06.02.1943                               | La Spezia                                | 11.03.1943                               | Toulon                                   | 34                                       | |
| 6.                                       | U-458                                    | 25.05.1943                               | Toulon                                   | 31.05.1943                               | Toulon                                   | 7                                        | |
| 7.                                       | U-458                                    | 21.06.1943                               | Toulon                                   | 06.07.1943                               | Toulon                                   | 16                                       | |
| 8.                                       | U-458                                    | 14.08.1943                               | Toulon                                   | 22.08.1943                               | versenkt                                 | 9                                        | |
| 7 Feindfahrten mit Rückkehr, 170 Seetage | 7 Feindfahrten mit Rückkehr, 170 Seetage | 7 Feindfahrten mit Rückkehr, 170 Seetage | 7 Feindfahrten mit Rückkehr, 170 Seetage | 7 Feindfahrten mit Rückkehr, 170 Seetage | 7 Feindfahrten mit Rückkehr, 170 Seetage | 7 Feindfahrten mit Rückkehr, 170 Seetage | 2 Schiffe mit 7.584 BRT versenkt |

22. August 1943 wurde U-458 südöstlich der Insel Pantelleria durch 3 Zerstörer versenkt (8 Tote, 38 Überlebende).

#### Orden und Ehrenzeichen
Diggens erhielt 1939 das Eiserne Kreuz 2. Klasse, 1943 das Eiserne Kreuz 1. Klasse.
Italien verlieh ihm 1943 die Tapferkeitsmedaille in Bronze „Medaglia di Bronzo al Valore Militare“.

### Kriegsgefangenschaft und folgende Jahre
Vom 22. August 1943 bis 5. September 1947 war Diggins in britischer Kriegsgefangenschaft auf Malta, in Algerien, Kanada und Großbritannien.
Nach der Entlassung nahm er eine Tätigkeit bei der Schleswig-Holsteinischen Landesbrandkasse auf (1947 bis 1956).

### Bundesmarine
1956 trat er in die Bundesmarine ein.
Nach Baubelehrung des neuen Geleitboots Emden, Stülcken-Werft Hamburg, im Oktober 1961 übernahm er die Einheit als erster Kommandant. Die Emden war in Cuxhaven stationiert. Unter dem Kommando von Diggins fand auch eine Auslandsreise (29. August 1962 bis 25. Oktober 1962) statt, die die Azoren, die Bermudas, die Kanaren und Frankreich zum Ziel hatte.
Die letzte Verwendung fand Diggins als Referatsleiter im Bundesverteidigungsministerium in Bonn mit dem Dienstgrad Kapitän zur See.
| Datum      | Dienstgrad           |
| ---------- | -------------------- |
| 26.09.1934 | Seekadett            |
| 01.07.1935 | Fähnrich zur See     |
| 01.01.1937 | Oberfähnrich zur See |
| 01.04.1937 | Leutnant zur See     |
| 01.04.1939 | Oberleutnant zur See |
| 01.01.1942 | Kapitänleutnant      |
| 1956       | Korvettenkapitän     |
| 1961       | Fregattenkapitän     |
| 1963       | Kapitän zur See      |

## Ehrenamtliches Engagement
Präsident des Verbands Deutscher Ubootfahrer e. V. (VDU; als Nachfolger von Adalbert Schnee) vom 19. November 1982 bis zum April 1992; nach seinem Ausscheiden zum Ehrenpräsidenten ernannt.
Geschäftsführer (ehrenamtlich) der Marine-Offizier-Vereinigung (MOV) in den 1970er Jahren.
Mitgründer des Deutschen Marineinstituts (DMI; 2011 in Deutsches Maritimes Institut umbenannt) 1973 gemeinsam mit Alfred Schumann, Rolf Martens, Wulf D. Fischer, Kurt Fischer und Ulrich Hundt.
Vorsitzender der Marine-Offizier-Messe Bonn in den 1980er Jahren.
Mitglied in der Marinekameradschaft Bonn von 1898 im Deutschen Marinebund (DMB) vom 1. August 1973 bis zu seinem Tod. Diggins wurde „für sein segensreiches Wirken und das stetige Werben für den Maritimen Gedanken“ im Jahre 1999 mit der Goldenen Verdienstnadel mit Brillanten des DMB geehrt.
Mitglied der Bordgemeinschaft der Emdenfahrer von 15. Februar 1998 bis zum 31. Dezember 2006. In seinem Nachruf schrieb der Vorsitzende der Gemeinschaft, Addi Dreier: „Er war es, der mir 1996 ganz warm ans Herz legte, dass die Emdenfahrer dringend eine Kameradschaft ins Leben rufen sollten.“
Betreuer der Marineoffiziercrew 34.